# Fanny Jackson Coppin
Fanny Jackson Coppin (Washington, 15 ottobre 1837 – Filadelfia, 21 gennaio 1913) è stata una docente e missionaria statunitense e sostenitrice per tutta la vita dell'istruzione superiore femminile. Una delle prime alunne nere dell'Oberlin College, è stata direttrice dell'Institute for Colored Youth di Filadelfia ed è stata la prima sovrintendente scolastica afroamericana negli Stati Uniti.

## Biografia

### Vita privata
Nata in schiavitù, la libertà di Fannie Jackson fu acquistata all'età di 12 anni dalla zia, per 125 dollari. Fannie Jackson trascorse il resto della sua giovinezza a Newport, Rhode Island, lavorando come domestica per lo scrittore George Henry Calvert e studiando in ogni occasione.
Il 21 dicembre 1881 Fanny sposò il reverendo Levi Jenkins Coppin, un ministro della Chiesa Episcopale Metodista Africana e pastore della Bethel AME Church di Baltimora. Fanny Jackson Coppin iniziò a impegnarsi molto nel lavoro missionario del marito e nel 1902 la coppia si recò in Sudafrica e svolse una serie di lavori missionari, tra cui la fondazione dell'Istituto Bethel, una scuola missionaria con programmi di autoaiuto. Dopo quasi un decennio di lavoro missionario il declino della salute di Fanny Jackson Coppin la costrinse a tornare a Filadelfia e morì il 21 gennaio 1913. Insieme a molti altri importanti neri di Filadelfia.
La Jackson Coppin è sepolta al Merion Memorial Park di Bala Cynwyd, in Pennsylvania.

### Formazione
Durante la sua giovinezza utilizzò i guadagni del suo lavoro di domestica per assumere un precettore che la guidava negli studi per tre ore alla settimana. Con l'aiuto di una borsa di studio della Chiesa Metodista Africana e il sostegno finanziario della zia, la Coppin poté iscriversi all'Oberlin College, in Ohio, il primo college degli Stati Uniti ad accettare studenti neri e donne, nel 1860. Inizialmente iscritta al “corso per signore”, passò al più rigoroso “corso per signori” l'anno successivo. Scrisse di questa esperienza nella sua autobiografia:
“La facoltà non proibiva a una donna di frequentare il corso per gentiluomini, ma non lo consigliava. C'era molto latino e greco e molta matematica, più di quanta se ne potesse sopportare. Ora feci un lungo respiro e mi preparai per una competizione deliziosa. Tutto andò bene fino al terzo anno di università. Poi, un giorno, la Facoltà mi mandò a chiamare, una richiesta odiosa, e io non tardai a obbedire. Era consuetudine a Oberlin che quaranta studenti delle classi junior e senior venissero impiegati per insegnare ai corsi preparatori. Poiché era giunto il momento che i ragazzi iniziassero il loro lavoro, la Facoltà mi informò che era loro intenzione assegnarmi una classe, ma dovevo capire chiaramente che se gli alunni si fossero ribellati al mio insegnamento, non intendevano costringerli. Fortunatamente per la mia formazione alla scuola normale e per il mio caro amore per l'insegnamento, sebbene ci fosse un po' di sorpresa sui volti di alcuni quando entravano in classe e vedevano l'insegnante, non c'erano segni di ribellione. La classe continuò ad aumentare di numero fino a quando fu necessario dividerla e a me furono affidate entrambe le divisioni. Una delle divisioni aumentò ancora, ma la Facoltà decise che avevo fatto il massimo che potevo fare e non mi permise di accettare altro lavoro".
Ricordò anche la pressione che sentiva in quanto donna nera: “Non mi sono mai alzata per recitare nelle mie lezioni a Oberlin, ma sentivo di avere l'onore dell'intera razza africana sulle mie spalle. Sentivo che, se avessi fallito, sarebbe stato attribuito al fatto che ero di colore. Una volta, quando ebbi un importante successo in greco, il professore di greco concluse di visitare la classe di matematica per vedere come stavamo andando. Ero particolarmente ansiosa di dimostrargli che ero sicura in matematica come in greco. Io, in effetti, ero più ansiosa, perché avevo sempre sentito dire che la mia razza era brava nelle lingue, ma inciampava quando si trattava di matematica. Tuttavia sono sempre stata appassionata di dimostrazioni, e mi è anche capitato di ottenere all'esame proprio la proposizione che conoscevo bene; e così quel giorno uscii dalla classe a pieni voti".
Durante i suoi anni da studentessa all'Oberlin College, insegnò un corso serale di lettura e scrittura per afroamericani liberi, e si laureò con un bachelor's degree nel 1865, diventando una delle sole tre donne nere ad averlo fatto a quel tempo (le altre erano Mary Jane Patterson e Frances Josephine Norris).

### Carriera
La Jackson Coppin è stata la prima insegnante di colore presso l'Accademia di Oberlin. Nel 1865 accettò un incarico presso l'Istituto per la gioventù di colore di Filadelfia, oggi Cheyney University of Pennsylvania. Fu direttrice del Dipartimento femminile e insegnò greco, latino e matematica. Nel 1869 fu nominata preside dell'Istituto dopo la partenza di Ebenezer Bassett, diventando la prima donna afroamericana a diventare preside di una scuola. Nei suoi 37 anni all'Istituto, Fanny Jackson fu responsabile di considerevoli miglioramenti didattici a Filadelfia. Durante i suoi anni come direttrice fu promossa dal consiglio d'istruzione a sovrintendente. Fu la prima sovrintendente afroamericana di un distretto scolastico negli Stati Uniti, ma presto tornò a fare la direttrice scolastica. Nel 1893 fu una delle cinque donne afroamericane invitate a parlare al World's Congress of Representative Women a Chicago, insieme ad Anna Julia Cooper, Sarah Jane Woodson Early, Fannie Barrier Williams e Hallie Quinn Brown, dove tenne un discorso intitolato “Il progresso intellettuale delle donne di colore degli Stati Uniti dopo il Proclama di Emancipazione”. Nella sua vita, la Jackson Coppin è stata politicamente attiva e ha parlato spesso in occasione di raduni politici. Fu una delle prime vicepresidenti della National Association of Colored Women, una prima organizzazione di difesa delle donne nere fondata da Rosetta Douglas.

### Eredità
Nel 1888, con un comitato di donne di Madre Bethel, aprì una casa per giovani donne indigenti, dopo che altri enti di beneficenza avevano rifiutato loro l'ammissione. Nel 1899 il Fannie Jackson Coppin Club fu intitolato in suo onore alle donne afroamericane della Contea di Alameda, orientate verso la comunità. Questo club ebbe un ruolo importante nel movimento di suffragio della California.
Per illustrare il suo punto di vista sull'indipendenza economica dei neri, la Jackson organizzò uno sforzo per salvare The Christian Recorder dalla bancarotta nel 1879.
Reminiscences of a School Life and Hints on Teaching (Reminiscenze di vita scolastica e suggerimenti sull'insegnamento) della Jackson Coppin, una combinazione di autobiografia e resoconto del suo insegnamento e della sua amministrazione presso l'ICY fu pubblicato nel 1913.
Nel 1926 una scuola di formazione per insegnanti di Baltimora fu chiamata Fanny Jackson Coppin Normal School (oggi Coppin State University). Il 12 febbraio 1986 la Pennsylvania Historical and Museum Commission dedicò un marcatore storico in onore della Coppin nel campus della Università Cheyney della Pennsylvania.
Il 18 dicembre 1999, la Coppin State University inaugurò un busto in suo onore durante la celebrazione del Centenario.

Il 24 giugno 2021 il Philadelphia Board of Education votò all'unanimità per rinominare l'ex Andrew Jackson Elementary School di Filadelfia Sud in memoria della figura della Jackson Coppin (senza alcuna parentela), a partire dal 1º luglio 2021; la scuola è ora denominata Fanny Jackson Coppin School. La ridenominazione ufficiale è avvenuta il 29 marzo 2022. In quell'occasione, il Presidente della Coppin State University ha annunciato l'istituzione di una borsa di studio “Filadelfia Pathway”, in base alla quale qualsiasi diplomato della scuola elementare Coppin potrà frequentare la Coppin State senza pagare le tasse scolastiche, una volta completata la scuola superiore.

## Galleria di immagini

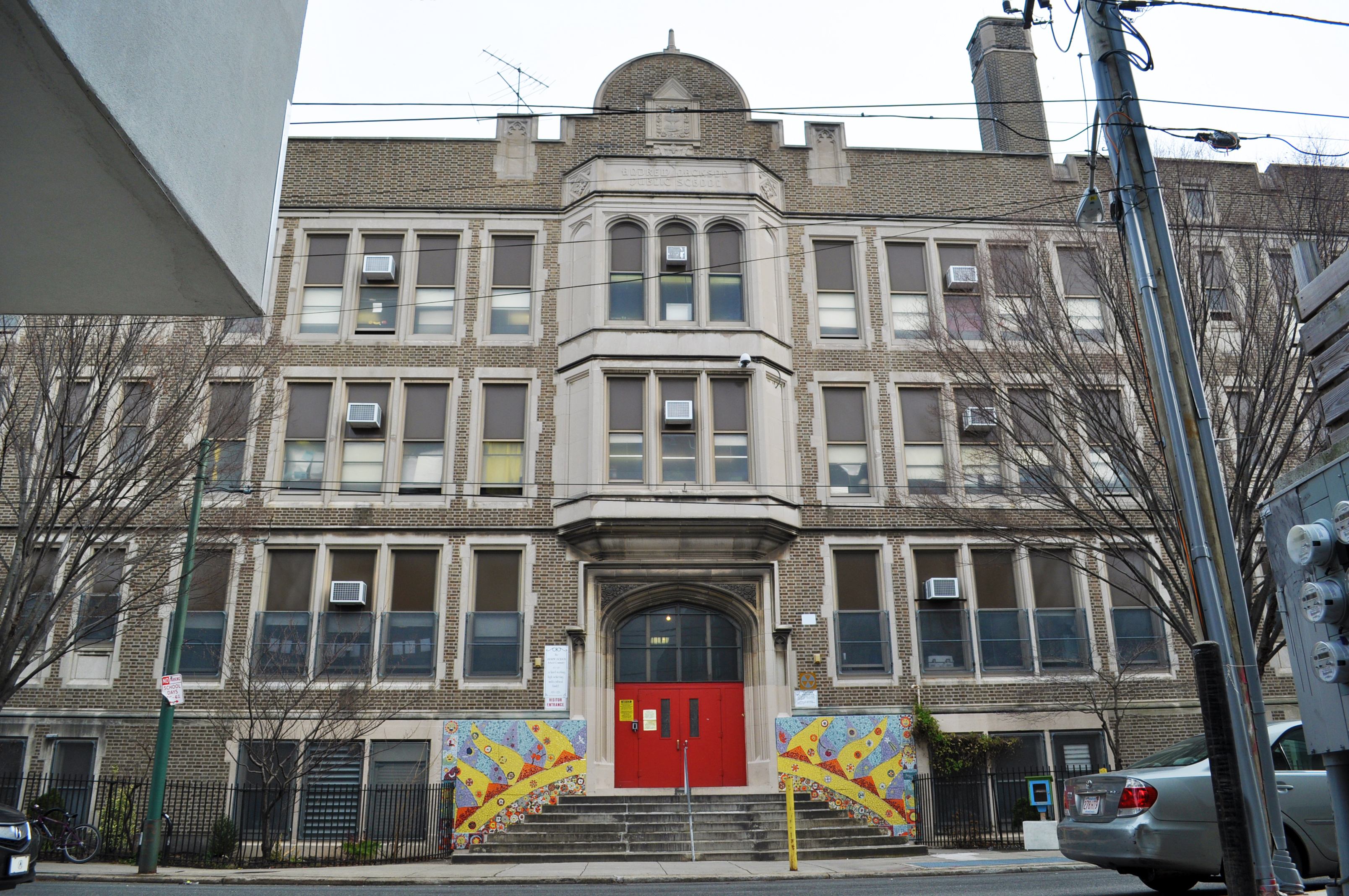
Scuola Andrew Jackson, ora Scuola Fanny Jackson Coppin
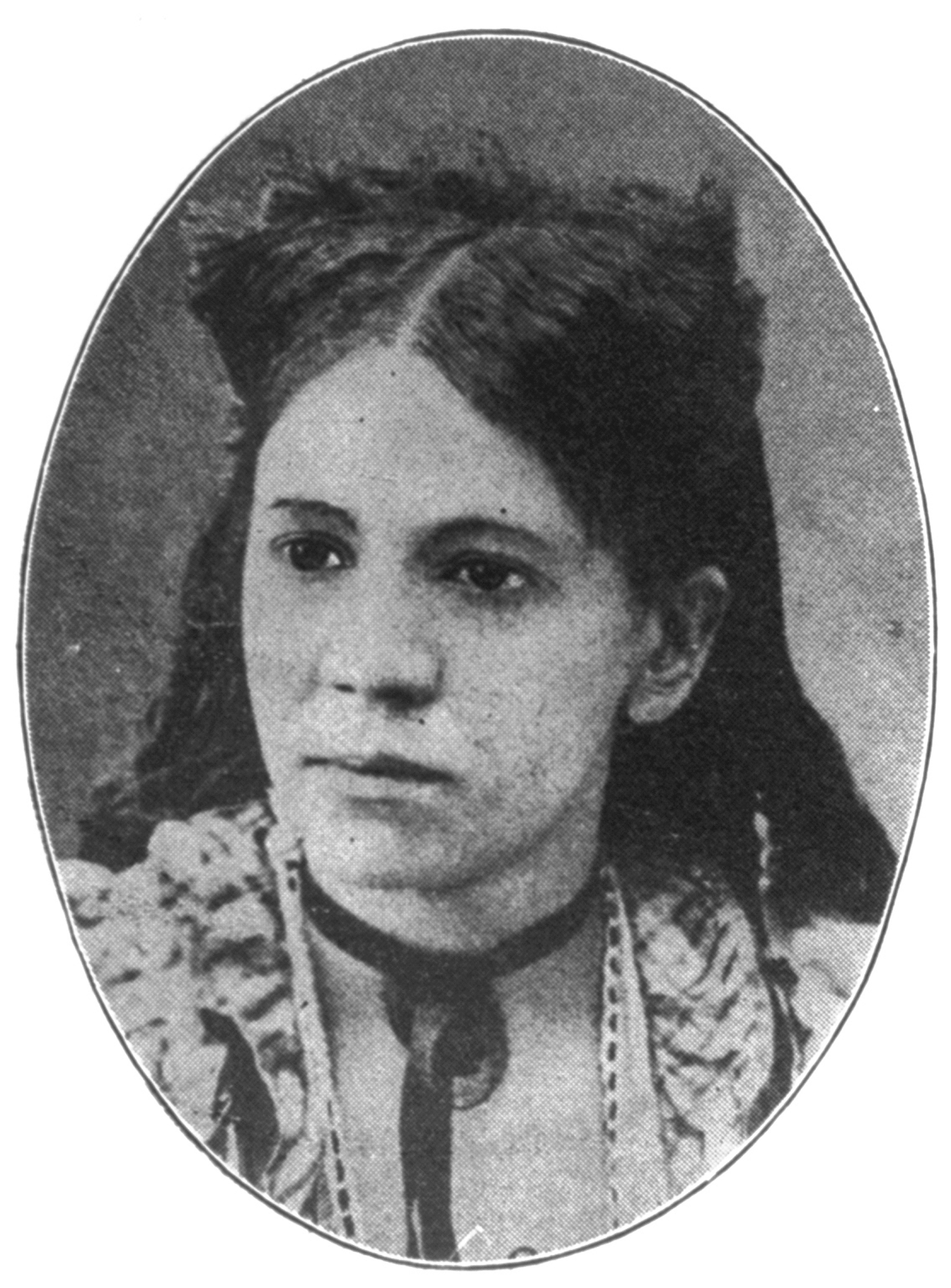
Fanny Jackson Coppin, educatrice e missionaria afroamericana
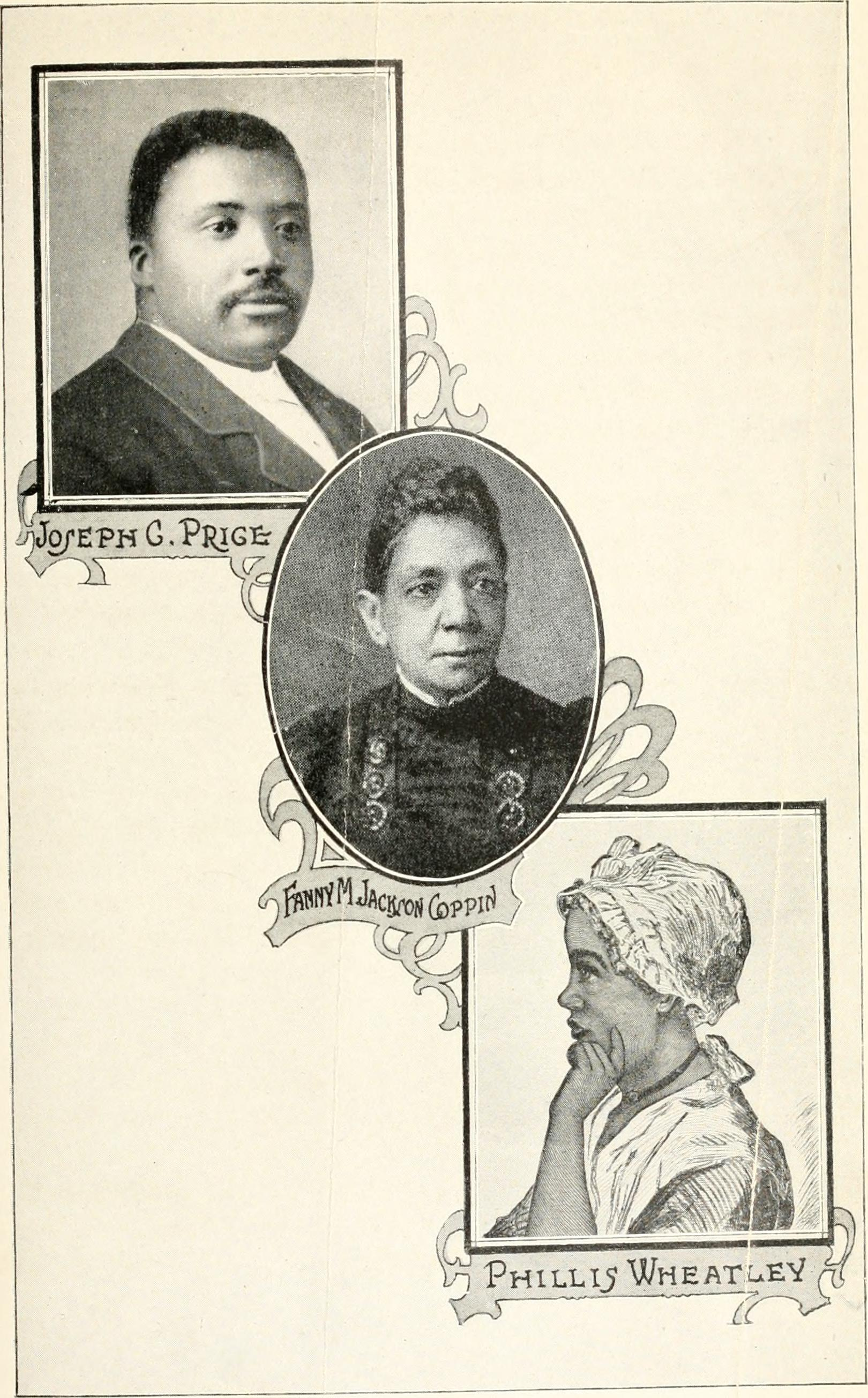
Il negro nella storia americana; uomini e donne eminenti di origine africana nell'evoluzione dell'America
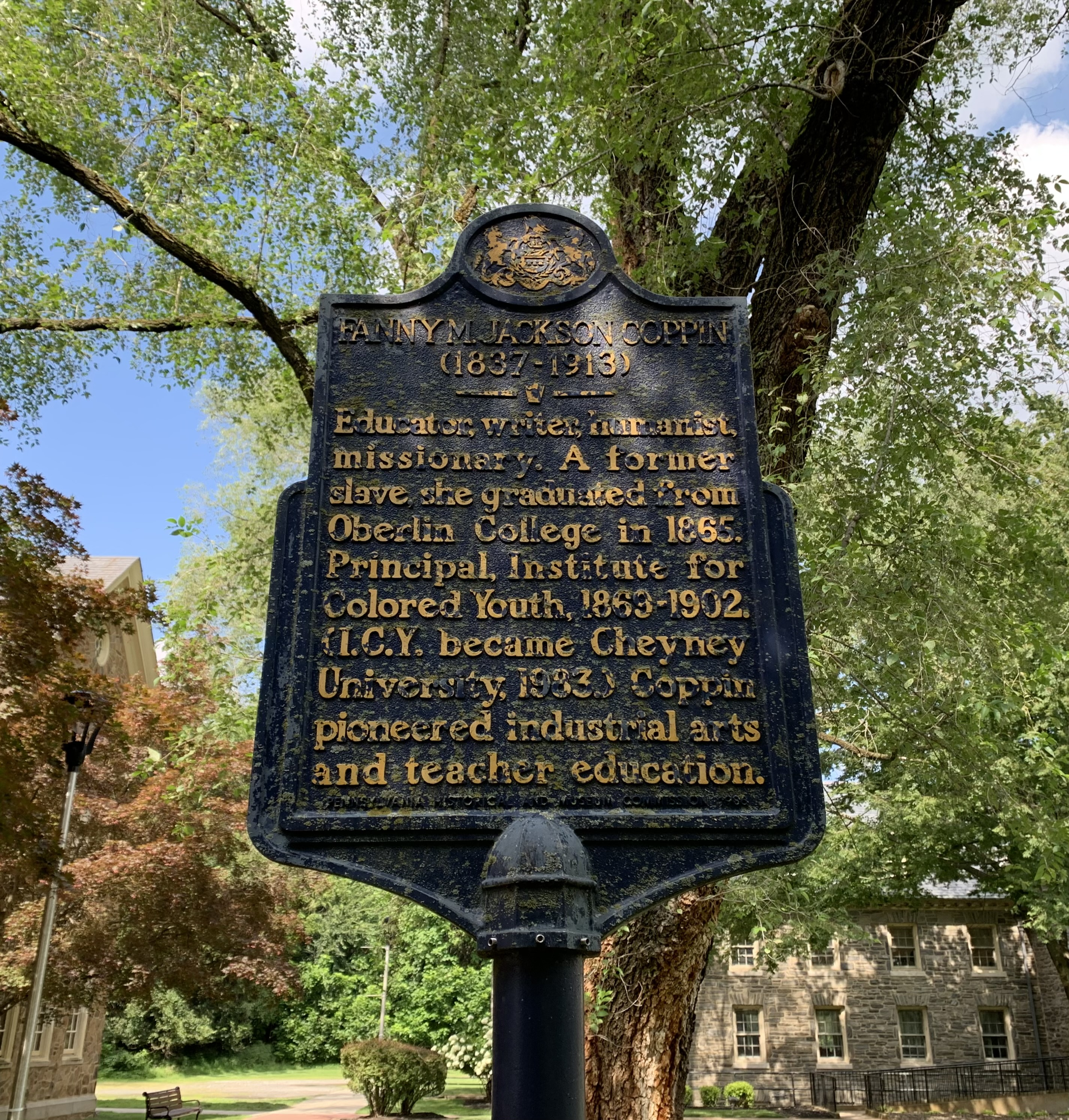
Il contrassegno storico dello Stato della Pennsylvania dedicato alla Coppin nel 1986, nel campus dell'Università Cheyney